# جايتانو فاستولا
جايتانو فاستولا (بالإيطالية: Gaetano Vastola)‏ (10 مايو 1978 في إيطاليا - ) هو لاعب كرة قدم إيطالي في مركز الدفاع. لعب مع نادي أسكولي ونادي أفيلينو ونادي ساليرنيتانا وGiugliano Calcio 1928 ‏ وScafatese Calcio 1922 ‏ وASD Narnese Calcio ‏ وAssociazione Sportiva Dilettantistica Stasia Calcio ‏ وايه سي ماكراتيسي وفيتربيسي 1908 ولانشانو كالتشيو 1920 ‏ وASD Città di Gallipoli ‏.

## روابط خارجية
- جايتانو فاستولا على موقع قاعدة بيانات كرة القدم.إي يو (الإنجليزية)
- جايتانو فاستولا على موقع Soccerway.com (الإنجليزية)
- جايتانو فاستولا على موقع عالم كرة القدم.نت (الإنجليزية)